# Ranney Nunatak
Ranney Nunatak är en nunatak i Antarktis. Den ligger i Västantarktis. Inget land gör anspråk på området. Toppen på Ranney Nunatak är 802 meter över havet.
Terrängen runt Ranney Nunatak är kuperad åt nordost, men åt sydväst är den platt. Trakten är obefolkad. Det finns inga samhällen i närheten. 